# Parco naturale dei Mulini
Il parco naturale dei Mulini un'area naturale protetta situata a Bagno Vignoni; è stato uno dei principali poli molitori nel territorio di Siena nel comune di San Quirico d'Orcia.
È stato definito Parco Naturale nel 1997, il sistema dei mulini fu abbandonato negli anni '50 del XX secolo dopo essere stato uno dei principali centri produttivi della zona.
Queste infrastrutture, di notevole valenza economica, proprio a causa del continuo approvvigionamento di acque termali, funzionavano dodici mesi l'anno e ne testimoniano l'importanza antiche immagini della località termale che riportano in dettaglio sia le sorgenti e gli stabilimenti, sia le cisterne, i mulini ed i gorelli, fiumiciattoli di origine termale.